# الحمرات (اللاذقية)
الحمرات قرية في ناحية كنسبا التابعة لمنطقة الحفّة في محافظة اللاذقية. بلغ عدد سكانها 874 نسمة حسب تعداد عام 2004.